# Ulrich Ruoff
Ulrich Ruoff (* 4. April 1940 in Zürich) ist ein Schweizer Prähistoriker.
Ruoff studierte seit 1959 Ur- und Frühgeschichte, Kunstgeschichte und Geschichte an der Universität Zürich und wurde dort 1974 bei Emil Vogt promoviert. Von 1962 bis 2000 war er als Stadtarchäologe von Zürich tätig. Bis 2012 setzte er sich als Präsident der Sektion Zürich für den Schweizer Heimatschutz ein. Ruoff war in den 1960er-Jahren mit seinem Team massgeblich an der Erforschung von Pfahlbauten beteiligt. Ein Schwerpunkt seiner Arbeit stellte die Unterwasserarchäologie dar. Ruoff wurde mit dem Europäischen Preis für das archäologische Erbe geehrt.

## Werke (Auswahl)
- Zur Frage der Kontinuität zwischen Bronze- und Eisenzeit in der Schweiz. Schweizerische Gesellschaft für Ur- und Frühgeschichte, Basel 1974 (zugl. Diss. phil. I, Zürich).
- Leben im Pfahlbau. Aare-Verlag, Solothurn 1991.
- mit Beat Eberschweiler, Peter Riethmann u. a.: Das spätbronzezeitliche Dorf Greifensee-Böschen. Herausgegeben von ARV Amt f. Raumordnung u. Vermessung.  Kantonsarchäologie; Fotorotar, Zürich 2007, ISBN 978-3-905681-27-7. (Monographien der Kantonsarchäologie Zürich; Band 38).